# Lista de campeãs mundiais de Knockouts da TNA

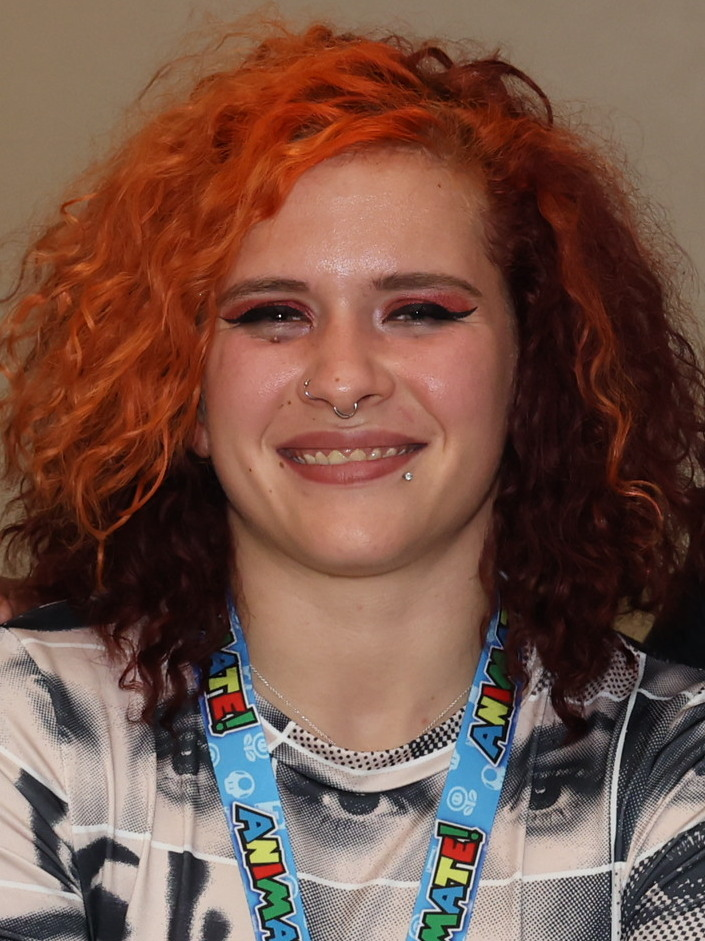
Masha Slamovich, a atual campeã em seu primeiro reinado.

Esta lista de campeãs mundiais das knockouts da TNA reúne as atletas que obtiveram este título de luta profissional que pertence a organização estadunidense Total Nonstop Action Wrestling (TNA). Criado em 2007, é um título disputado na divisão feminina da TNA; contudo, o campeonato já foi defendido contra um lutador masculino em uma ocasião distinta.
O Campeonato das Knockouts foi anunciado pela primeira vez em 12 de setembro de 2007, através do serviço TNA Mobile, que mostrava o interesse da TNA em criar uma divisão feminina oficial e um título para ela. Durante o mesmo mês, uma luta gauntlet foi anunciada para o evento Bound for Glory em 14 de outubro de 2007, para coroar o que foi referido como a primeira "Campeã Mundial Feminina da TNA". Na data, Gail Kim derrotou Ms. Brooks, Christy Hemme, Awesome Kong, Roxxi Laveaux, Talia Madison, Shelly Martinez, Jackie Moore, ODB e Angel Williams para se tornar a primeira campeã.
Durante o ano de 2008, o título foi renomeado para "Campeonato Mundial Feminino das Knockouts" e mais tarde para "Campeonato (Feminino) das Knockouts"; a palavra "knockout" é uma alusão ao termo que a TNA usa para se referir a suas lutadoras.
Os reinados do Campeonato das Knockouts do Impact são determinados com a realização de combates de luta profissional, onde as competidoras estão envolvidas em rivalidades com roteiros pré-determinados. As rivalidades são criadas entre as várias competidoras, onde utilizam o papel de face (heroína) e o de heel (vilã). Em 16 de março de 2025, Gail Kim possui o recorde de maior número de reinados, com sete. Com 377 dias, o primeiro reinado de Taya Valkyrie é considerado o maior da história do título; já  o sétimo de Gail Kim é o mais curto, com dezoito horas apenas. A atual campeã é Masha Slamovich, que está em seu primeiro reinado, após derrotar Jordynne Grace em 26 de outubro de 2024, no Bound for Glory em Detroit, Michigan. Em suma, temos 65 reinados distribuídos entre 27 lutadoras, com o título tendo ficado vago por três ocasiões.

## História

### Nomes
| Nomes                                            | Datas                        | Ref(s) |
| ------------------------------------------------ | ---------------------------- | ------ |
| Campeonato Mundial Feminino da TNA               | 14 de outubro de 2007 – 2008 | [ 5 ]  |
| Campeonato Mundial Feminino das Knockouts da TNA | 2008                         | [ 10 ] |
| Campeonato das Knockouts da TNA                  | 2008 – 2017                  | [ 1 ]  |
| Campeonato das Knockouts do Impact Wrestling     | 2017                         | [ 1 ]  |
| Campeonato Unificado das Knockouts da GFW        | 2017                         | [ 1 ]  |
| Campeonato das Knockouts da GFW                  | 2017                         |        |
| Campeonato das Knockouts do Impact               | 2017 – 2021                  | [ 1 ]  |
| Campeonato Mundial das Knockouts do Impact       | 2021 – 2024                  | [ 1 ]  |
| Campeonato Mundial das Knockouts da TNA          | 2024 – presente              | [ 1 ]  |

### Reinados
| #       | Ordem dos reinados                                                               |
| Reinado | O número de reinados para o conjunto específico de lutadoras listadas            |
| Evento  | O evento promovido pela respectiva promoção em que os títulos foram conquistados |
| —       | Usado para reinados vagos para não contá-lo como um reinado oficial              |
| +       | Indica que o reinado atual está mudando diariamente                              |

| #  | Lutadora        | Reinados | Data                   | Dias com o título | Local                    | Evento                    | Notas | Ref.             |
| -- | --------------- | -------- | ---------------------- | ----------------- | ------------------------ | ------------------------- | --- | ---------------- |
| 1  | Gail Kim        | 1        | 14 de outubro de 2007  | 85                | Duluth, Geórgia          | Bound for Glory (2007)    | Gail Kim eliminou por último Roxxi Laveaux para vencer uma luta gauntlet de dez knockouts para se tornar a primeira campeã.                                                                                        | [ 6 ]            |
| 2  | Awesome Kong    | 1        | 7 de janeiro de 2008   | 169               | Orlando, Flórida         | TNA Impact!               | Exibido em 10 de janeiro de 2008. | [ 11 ]           |
| 3  | Taylor Wilde    | 1        | 24 de junho de 2008    | 121               | Orlando, Flórida         | TNA Impact!               | Exibido em 10 de julho de 2008. | [ 12 ]           |
| 4  | Awesome Kong    | 2        | 23 de outubro de 2008  | 178               | Orlando, Flórida         | TNA Impact!               | | [ 13 ] [ 13 ]    |
| 5  | Angelina Love   | 1        | 19 de abril de 2009    | 69                | Filadélfia, Pensilvânia  | Lockdown (2009)           | Foi uma luta three-way numa jaula de aço de seis lados, envolvendo também Taylor Wilde. Love fez a contagem em Wilde para ganhar o título.                                                                         | [ 14 ]           |
| 6  | Tara            | 1        | 25 de junho de 2009    | 24                | Orlando, Flórida         | TNA Impact!               | Exibido em 9 de julho de 2009. | [ 15 ]           |
| 7  | Angelina Love   | 2        | 19 de julho de 2009    | 28                | Orlando, Flórida         | Victory Road (2009)       | | [ 16 ]           |
| 8  | ODB             | 1        | 16 de agosto de 2009   | 11                | Orlando, Flórida         | Hard Justice (2009)       | Foi uma luta de duplas entre ODB e Cody Deaner contra Angelina Love e Velvet Sky. Deaner realizou a contagem em Sky para ganhar o campeonato para ODB.                                                             | [ 17 ]           |
| —  | Vago            | —        | 27 de agosto de 2009   | —                 | Orlando, Flórida         | TNA Impact!               | Mick Foley, figura de autoridade da TNA na época, vagou o título devido a Deaner se sentir o legítimo campeão, já que realizou a contagem no Hard Justice.                                                         | [ 18 ]           |
| 9  | ODB             | 2        | 20 de setembro de 2009 | 91                | Orlando, Flórida         | No Surrender (2009)       | ODB derrotou Cody Deaner para ganhar o título vago. | [ 19 ]           |
| 10 | Tara            | 2        | 20 de dezembro de 2009 | 15                | Orlando, Flórida         | Final Resolution (2009)   | | [ 20 ]           |
| 11 | ODB             | 3        | 4 de janeiro de 2010   | 13                | Orlando, Flórida         | TNA Impact!               | | [ 21 ]           |
| 12 | Tara            | 3        | 17 de janeiro de 2010  | 78                | Orlando, Flórida         | Genesis (2010)            | Foi uma luta de duas quedas. Tara derrotou ODB por 2-0. | [ 22 ]           |
| 13 | Angelina Love   | 3        | 5 de abril de 2010     | 13                | Orlando, Flórida         | TNA Impact!               | Love foi uma das quatro vencedoras da luta Lockbox de quartetos, ganhando uma chave que abria uma caixa contendo o título.                                                                                         | [ 23 ]           |
| 14 | Madison Rayne   | 1        | 18 de abril de 2010    | 84                | St. Charles, Missouri    | Lockdown (2010)           | Foi uma luta numa jaula de aço, onde também estava em jogo o Campeonato de Duplas das Knockouts, onde Rayne se uniu com Velvet Sky e Angelina Love a Tara. Rayne ganhou o título após realizar a contagem em Tara. | [ 24 ]           |
| 15 | Angelina Love   | 4        | 11 de julho de 2010    | 2                 | Orlando, Flórida         | Victory Road (2010)       | Love derrotou Rayne por desqualificação em uma luta título vs. carreira para ganhar o campeonato. | [ 25 ]           |
| 16 | Madison Rayne   | 2        | 13 de julho de 2010    | 27                | Orlando, Flórida         | TNA Impact!               | O título foi devolvido a Madson Rayne após ela ameaçar processar a TNA devido ao fim controverso da luta no Victory Road. Exibido em 22 de julho de 2010.                                                          | [ 26 ] [ 27 ]    |
| 17 | Angelina Love   | 5        | 9 de agosto de 2010    | 62                | Orlando, Flórida         | The Whole F'n Show        | Exibido em 12 de agosto de 2010. | [ 28 ] [ 29 ]    |
| 18 | Tara            | 4        | 10 de outubro de 2010  | 1                 | Daytona Beach, Flórida   | Bound for Glory (2010)    | Foi uma luta four-way, com Mickie James como árbitra, envolvendo também Madison Rayne e Velvet Sky. Tara fez a contagem em Sky para ganhar o título.                                                               | [ 30 ]           |
| 19 | Madison Rayne   | 3        | 11 de outubro de 2010  | 188               | Orlando, Flórida         | TNA Impact!               | Exibido em 14 de outubro de 2010. | [ 31 ] [ 32 ]    |
| 20 | Mickie James    | 1        | 17 de abril de 2011    | 112               | Cincinnati, Ohio         | Lockdown (2011)           | Foi uma luta título vs. cabelo numa jaula de aço. | [ 33 ]           |
| 21 | Winter          | 1        | 7 de agosto de 2011    | 18                | Orlando, Flórida         | Hardcore Justice (2011)   | | [ 34 ]           |
| 22 | Mickie James    | 2        | 25 de agosto de 2011   | 17                | Huntsville, Alabama      | Impact Wrestling          | Exibido em 1 de setembro de 2011. | [ 35 ] [ 36 ]    |
| 23 | Winter          | 2        | 11 de setembro de 2011 | 35                | Orlando, Flórida         | No Surrender (2011)       | | [ 37 ]           |
| 24 | Velvet Sky      | 1        | 16 de outubro de 2011  | 28                | Filadélfia, Pensilvânia  | Bound for Glory (2011)    | Foi uma luta four-way, com Karen Jarrett como árbitra, envolvendo também Madison Rayne e Mickie James. Sky fez a contagem em Rayne para ganhar o título.                                                           | [ 38 ]           |
| 25 | Gail Kim        | 2        | 13 de novembro de 2011 | 210               | Orlando, Flórida         | Turning Point (2011)      | | [ 39 ]           |
| 26 | Miss Tessmacher | 1        | 10 de junho de 2012    | 63                | Arlington, Texas         | Slammiversary (2012)      | | [ 40 ]           |
| 27 | Madison Rayne   | 4        | 12 de agosto de 2012   | 4                 | Orlando, Flórida         | Hardcore Justice (2012)   | | [ 41 ]           |
| 28 | Miss Tessmacher | 2        | 16 de agosto de 2012   | 59                | Orlando, Flórida         | Impact Wrestling          | | [ 42 ]           |
| 29 | Tara            | 5        | 14 de outubro de 2012  | 104               | Phoenix, Arizona         | Bound for Glory (2012)    | | [ 43 ]           |
| 30 | Velvet Sky      | 2        | 26 de janeiro de 2013  | 117               | Londres, Inglaterra      | Impact Wrestling          | Foi uma luta four-way de eliminação, envolvendo também Gail Kim e Miss Tessmacher. Sky eliminou por último Gail Kim para ganhar o título. Exibido em 21 de fevereiro de 2013.                                      | [ 44 ]           |
| 31 | Mickie James    | 3        | 23 de maio de 2013     | 112               | Tampa, Flórida           | Impact Wrestling          | | [ 45 ]           |
| 32 | ODB             | 4        | 12 de setembro de 2013 | 38                | St. Louis, Missouri      | Impact Wrestling          | Exibido em 19 de setembro de 2013. | [ 46 ]           |
| 33 | Gail Kim        | 3        | 20 de outubro de 2013  | 88                | San Diego, Califórnia    | Bound for Glory (2013)    | Foi uma luta three-way, envolvendo também Brooke. Kim fez a contagem em Brooke para ganhar o título. | [ 47 ]           |
| 34 | Madison Rayne   | 5        | 16 de janeiro de 2014  | 101               | Huntsville, Alabama      | Impact Wrestling: Genesis | | [ 48 ]           |
| 35 | Angelina Love   | 6        | 27 de abril de 2014    | 67                | Orlando, Flórida         | Sacrifice (2014)          | | [ 49 ]           |
| 36 | Gail Kim        | 4        | 20 de junho de 2014    | 88                | Bethlehem, Pensilvânia   | Impact Wrestling          | Exibido em 3 de julho de 2014. | [ 50 ]           |
| 37 | Havok           | 1        | 16 de setembro de 2014 | 3                 | Bethlehem, Pensilvânia   | Impact Wrestling          | Exibido em 1 de outubro de 2014. | [ 51 ]           |
| 38 | Taryn Terrell   | 1        | 19 de setembro de 2014 | 279               | Bethlehem, Pensilvânia   | Impact Wrestling          | Foi uma luta three-way, envolvendo também Gail Kim. Terrell fez a contagem em Kim para ganhar o título. Exibido em 19 de novembro de 2014.                                                                         | [ 52 ]           |
| 39 | Brooke          | 3        | 25 de junho de 2015    | 34                | Orlando, Flórida         | Impact Wrestling          | Foi transmitido em 15 de julho de 2015. Brooke era anteriormente conhecida como Miss Tessmacher. |                  |
| 40 | Gail Kim        | 5        | 29 de julho de 2015    | 232               | Orlando, Flórida         | Impact Wrestling          | Foi uma luta four-way, envolvendo também Awesome Kong e Lei'D Tapa. Exibido em 16 de setembro de 2015. | [ 53 ]           |
| 41 | Jade            | 1        | 17 de março de 2016    | 87                | Orlando, Flórida         | Impact Wrestling          | Foi uma luta triple treat, envolvendo também Gail Kim e Madison Rayne. Exibido em 5 de abril de 2016. | [ 54 ]           |
| 42 | Sienna          | 1        | 12 de junho de 2016    | 61                | Orlando, Flórida         | Slammiversary (2016)      | Foi uma luta triple treat, envolvendo também Jade e Gail Kim. | [ 55 ]           |
| 43 | Allie           | 1        | 12 de agosto de 2016   | 1                 | Orlando, Flórida         | Impact Wrestling          | Foi uma luta five-way, envolvendo também Madison Rayne, bem como Sienna, Jade e Marti Bell. Exibido em 25 de agosto de 2016.                                                                                       | }}{{PWtitlereign |
| 44 | Maria Kanellis  | 1        | 13 de agosto de 2016   | 50                | Orlando, Flórida         | Impact Wrestling          | Exibido em 1 de setembro de 2016. | [ 58 ] [ 59 ]    |
| 45 | Gail Kim        | 6        | 2 de outubro de 2016   | 7                 | Orlando, Flórida         | Bound for Glory (2016)    | | [ 60 ]           |
| —  | Vago            | —        | 9 de outubro de 2016   | —                 | Orlando, Flórida         | Impact Wrestling          | Ficou vago devido a lesão de Gail Kim. | [ 61 ]           |
| 46 | Rosemary        | 1        | 9 de outubro de 2016   | 266               | Orlando, Flórida         | Impact Wrestling          | Foi uma luta "Six Sides of Steel". Exibido em 1 de dezembro de 2016. | [ 61 ] [ 62 ]    |
| 47 | Sienna          | 2        | 2 de julho de 2017     | 126               | Orlando, Flórida         | Slammiversary XV          | Derrotou Rosemary em uma luta de unificação do TNA Knockouts Championship e GFW W'omens Championship. | [ 63 ]           |
| 48 | Gail Kim        | 7        | 5 de novembro de 2018  | 1                 | Ottawa, Ontário          | Bound for Glory (2017)    | Foi uma luta Three-Way também envolvendo Allie. |                  |
| —  | Vago            | —        | 6 de novembro de 2018  | —                 | Ottawa, Ontário          | Impact!                   | O campeonato foi declarado vago devido à aposentadoria de Kim. Este episódio foi ao ar em 16 de novembro de 2017.                                                                                                  |                  |
| 49 | Laurel Van Ness | 1        | 8 de novembro de 2017  | 65                | Ottawa, Ontário          | Impact!                   | Laurel Van Ness derrotou Rosemary para ganhar o título vago. Este episódio foi ao ar em 14 de dezembro de 2017. | [ 64 ]           |
| 50 | Allie           | 2        | 12 de janeiro de 2018  | 102               | Orlando, Flórida         | Impact! Crossroads        | Foi exibido em 8 de março de 2018 | [ 65 ]           |
| 51 | Su Yung         | 1        | 24 de abril de 2018    | 110               | Orlando, Flórida         | Impact! Under Pressure    | Foi uma luta Last Rites. Foi transmitido em 31 de maio de 2018 |                  |
| 52 | Tessa Blanchard | 1        | 12 de agosto de 2018   | 147               | Toronto, Canadá          | Impact! ReDefined         | Esta foi uma luta three-way também envolvendo Allie. Blanchard pinou Allie para ganhar o título. Este episódio foi ao ar em 30 de agosto de 2018                                                                   |                  |
| 53 | Taya Valkyrie   | 1        | 6 de janeiro de 2019   | 377               | Nashville, Tennessee     | Homecoming                | Gail Kim foi a árbitra convidada. |                  |
| 54 | Jordynne Grace  | 1        | 18 de janeiro de 2020  | 182               | Cidade do México, México | Impact!                   | Foi transmitido em 11 de fevereiro de 2020. | [ 66 ]           |
| 55 | Deonna Purrazzo | 1        | 18 de julho de 2020    | 98                | Nashville, Tennessee     | Slammiversary             | | [ 67 ]           |
| 56 | Su Yung         | 2        | 24 de outubro de 2020  | 21                | Nashville, Tennessee     | Bound for Glory           | | [ 68 ]           |
| 57 | Deonna Purrazzo | 2        | 14 de novembro de 2020 | 1583+             | Nashville, Tennessee     | Turning Point             | Foi uma luta sem desqualificação. | [ 69 ]           |

## Lista de reinados combinados
Atualizado em 16 de março de 2025.
|  | Indica a atual campeã. |

| Pos. | Lutadora               | Nº de reinados | Dias combinados |
| ---- | ---------------------- | -------------- | --------------- |
| 1    | Gail Kim               | 7              | 711             |
| 2    | Madison Rayne          | 5              | 404             |
| 3    | Taya Valkyrie          | 1              | 377             |
| 4    | Awesome Kong           | 2              | 347             |
| 5    | Taryn Terrell          | 1              | 279             |
| 6    | Rosemary               | 1              | 266             |
| 7    | Mickie James           | 3              | 241             |
| 8    | Angelina Love          | 6              | 226             |
| 9    | Tara                   | 5              | 222             |
| 10   | Sienna                 | 2              | 187             |
| 11   | Jordynne Grace         | 1              | 182             |
| 12   | Miss Tessmacher/Brooke | 3              | 156             |
| 13   | ODB                    | 4              | 153             |
| 14   | Tessa Blanchard        | 1              | 147             |
| 15   | Velvet Sky             | 2              | 145             |
| 16   | Su Yung                | 2              | 131             |
| 17   | Taylor Wilde           | 1              | 121             |
| 18   | Allie                  | 2              | 103             |
| 19   | Deonna Purrazzo        | 2              | 1681+           |
| 20   | Jade                   | 1              | 87              |
| 21   | Laurel Van Ness        | 1              | 65              |
| 22   | Winter                 | 2              | 53              |
| 23   | Maria Kanellis-Bennett | 1              | 50              |
| 24   | Havok                  | 1              | 3               |